# 1302

## Události
- papež Bonifác VIII. vydává bulu Unam Sanctam
- Dante Alighieri byl vypovězen pro svoji politickou činnost z rodné Florencie, kam se již nikdy nevrátil.
- Jičín povýšen na město
- v Bruggách byli povraždění všichni Francouzi (byli rozpoznáni podle toho, že neuměli se správným přízvukem vyslovit schild en vriend, tj. „štít a přítel“). Toho využil francouzský král Filip IV. Sličný a poslal do Flander trestnou výpravu za účelem podmanění bohatých flámských měst. Elitní francouzské vojsko však zažilo 11. července v „bitvě zlatých ostruh“ ponižující porážku od milicí městských komun
- Kunhuta Přemyslovna vstoupila do kláštera benediktinek na Pražském hradě
- 11. července – francouzsko-flámská bitva u Courtrai
- 27. července – Bitva u Baphea, v tuto dobu vzniká první písemná zmínka o životě Osmana I., zakladatele Osmanské říše

## Narození
- Jan V. Braniborský, braniborský markrabě († 24. března 1317)

## Úmrtí
- 2. ledna – Jindřich I. Meklenburský, kníže meklenburský (* 1230)
- 1. února – Andrea Conti, italský řeholník a františkán (* asi 1235)
- 3. března – Roger Bernard III. z Foix, hrabě z Foix (* 1243)
- 9. dubna – Konstancie Sicilská, aragonská a sicilská královna jako manželka Petra III. (* okolo 1249)
- 2. května – Blanka z Artois, navarrská královna jako manželka Jindřicha I. (* cca 1248)
- 11. července
  - Robert II. z Artois, hrabě z Artois (* 1250)
  - Geoffroy Brabantský, pán Aerschotu (* 1250)
  - Rudolf II. z Clermontu, francouzský konetábl (* ?)
  - Jan I. z Aumale, španělský hrabě z Aumale (* ?)
  - Jan III. z Brienne, hrabě z Eu a Guînes (* ?)
  - Pierre Flotte, francouzský legista a strážce velké pečeti (* ?)
- srpen – Jolanda Aragonská, vévodkyně z Kalábrie (* 1273)
- 26. prosince – Valdemar I., král Švédska (* 1243)
- 10. října – Dětřich z Hradce, olomoucký biskup (* ?)
- 31. prosince – Fridrich III. Lotrinský, lotrinský vévoda (* 1240)
- ? – Arnolfo di Cambio, italský architekt a stavitel († 1245)
- ? – Balian z Ibelinu, kyperský senešal (* okolo 1240)
- ? – Jindřich III. z Baru, hrabě z Baru (* 1250)
- ? – Jindřich II. z Plavna, nejstarší syn plavenského fojta Jindřicha I. (* ?)
- ? – Sancha Portugalská, portugalská infantka a dcera krále Alfonse III. (* 2. února 1264)

## Hlavy států
Jižní Evropa
- Iberský poloostrov
  - Portugalské království – Dinis I. Hospodář
  - Kastilské království – Ferdinand IV. Pozvaný
  - Aragonské království – Jakub II. Spravedlivý
- Itálie
  - Papež – Bonifác VIII.

Západní Evropa
- Francouzské království – Filip IV. Sličný
- Anglické království – Eduard I. Dlouhán

Severní Evropa
- Norské království – Haakon V. Magnusson
- Švédské království – Birger Magnusson
- Dánské království – Erik VI. Menved

Střední Evropa
- Svatá říše římská – Albrecht I. Habsburský
  - České království – Václav II.
  - Hrabství henegavské – Jan II. Holandský
- Polské království – Václav I. Český
- Uherské království – Ladislav V. Český

Východní Evropa
- Litevské velkoknížectví – Vytenis
- Moskevská Rus – Daniil Alexandrovič
- Bulharské carství – Teodor Svetoslav
- Byzantská říše – Andronikos II. Palaiologos

Blízký východ a severní Afrika
- Osmanská říše – Osman I.
- Kyperské království – Jindřich II. Kyperský

Afrika
- Habeš – Ouédem-Arad